# Анакортес (Вашингтон)
Анакортес (енгл. Anacortes) град је у америчкој савезној држави Вашингтон. По попису становништва из 2010. у њему је живело 15.778 становника.

## Демографија
Према попису становништва из 2010. у граду је живело 15.778 становника, што је 1.221 (8,4%) становника више него 2000. године.
| Група             | 2000.          | 2010.          |
| Белци             | 13.279 (91,2%) | 13.993 (88,7%) |
| Афроамериканци    | 46 (0,3%)      | 104 (0,7%)     |
| Азијати           | 239 (1,6%)     | 305 (1,9%)     |
| Хиспаноамериканци | 459 (3,2%)     | 794 (5,0%)     |
| Укупно            | 14.557         | 15.778         |